# Аокі Кота
Кота Аокі (яп. 青木 孝太; нар. 27 квітня 1987, Омі-Хачіман) — японський футболіст, що грав на позиції нападника.
Виступав, зокрема, за клуб «ДЖЕФ Юнайтед», а також молодіжну збірну Японії.

## Клубна кар'єра
У дорослому футболі дебютував 2006 року виступами за команду клубу «ДЖЕФ Юнайтед», гравцем якого був до 2013 року. За цей період також грав на умовах оренди за «Фаджіано Окаяма» і «Ванфоре Кофу».
Завершив професійну ігрову кар'єру у клубі «Зеспа Кусацу», за команду якого виступав протягом 2013—2014 років.

## Виступи за збірну
Протягом 2006—2007 років залучався до складу молодіжної збірної Японії. У її складі був учасником молодіжного чемпіонату світу 2007 року. На молодіжному рівні зіграв у 9 офіційних матчах, забив 2 голи.